# 西域威龍
《贖金之王》，2000年荷里活喜劇西部片。此片是成龍進軍好萊塢作品之一，主角有成龍、劉玉玲及歐文·威爾森，上映票房成績中上。

## 剧情简介
晚清適值美國開拓西部時代，成龍演大內侍衛來到美國拯救格格，又認識歐文·威爾森共同施展身手，終於順利完成任務。

## 演员
| 演员        | 角色                       | 备注                             |
| 成龙        | 姜文 （英文名：約翰·韋恩） | 清朝大内侍卫，对公主忠心耿耿     |
| 刘玉玲      | 蓓蓓公主                   | 清朝公主                         |
| 欧文·威尔逊 | 洛伊·歐班儂                | 美国西部牛仔，为人轻浮，喜欢吹牛 |
| 罗杰·袁     | 罗方                       | 反角，绑架蓓蓓公主的幕后主使     |
| 山德·貝克利 | 南森·范·范克莱夫           | 反角，卡森市的警长，与罗方串通   |
| 于荣光      |                            | 前来寻找蓓蓓公主的大内侍卫       |